# Atton
Atton is een gemeente in het Franse departement Meurthe-et-Moselle (regio Grand Est) en telt 695 inwoners (2004). De plaats maakt deel uit van het arrondissement Nancy.

## Geografie
De oppervlakte van Atton bedraagt 15,2 km², de bevolkingsdichtheid is 45,7 inwoners per km².
De onderstaande kaart toont de ligging van Atton met de belangrijkste infrastructuur en aangrenzende gemeenten.

## Demografie
Onderstaande figuur toont het verloop van het inwonertal (bron: INSEE-tellingen).